# Neewiller-près-Lauterbourg
Neewiller-près-Lauterbourg es una localidad y comuna francesa, situada en el departamento de Bajo Rin en la región de Alsacia.

## Demografía
| 345 | 382 | 407 | 462 | 505 | 623 |
| Para los censos de 1962 a 1999 la población legal corresponde a la población sin duplicidades (Fuente: INSEE [Consultar]) |     |     |     |     |     |